# Ширикти-Шукамуна
Ширикти-Шукамуна (Širikti-Šuqamuna) — царь Вавилонии, правил приблизительно в 984 году до н. э. Возможно, брат Эулмаш-шакин-шуми и Нинурта-кудурри-уцур I. Правил 3 месяца.

«Ширикти-Шукамуна, то есть [то есть сын Бази], правил три года. Похоронен во дворце [...]. Три царя из династии Бит-Бази правили двадцать лет и три месяца.